# 反叛亂法
1807年《反叛亂法》是一部授权美国总统在特定情况下在美国境内部署美军和联邦国民警卫队部队的联邦法律，以有效制止國內動盪 。   
根據「美國國會研究處」2006年文件，啟用《反叛亂法》前，總統首先需要發表聲明、要求「叛亂分子」解散。

## 目的和内容
该法案授权美国总统召集美国武装部队和国民警卫队 ： 
- 每当任何州发生反对其政府的叛乱时，总统可应该州立法机构的请求，或在立法机构无法召集的情况下，应该州州长的请求，征召其他各州的民兵在联邦服役，人数由该州要求，并使用他认为必要的武装部队镇压叛乱。[2]，
- 当总统认为非法阻挠、联合或集结，或反抗美国权威的叛乱，使得在任何州通过普通司法程序执行美国法律变得不切实际时，他可以征召任何州的民兵加入联邦军队，并使用他认为必要的武装部队来执行这些法律或镇压叛乱。[3]，或
- 总统应通过使用民兵或武装部队，或同时使用两者，或以任何其他手段，采取他认为必要的措施，镇压一国境内的任何叛乱、家庭暴力、非法联合或阴谋，如果它反对或阻碍美国法律的执行，或阻碍这些法律规定的司法程序[4]。

該法案已被修改两次。 1861年，增加了一个新章节，允许联邦政府在发生“反抗美国政府权威的叛乱”情况下，违背州政府的意愿使用国民警卫队和武装部队 。  1871年，《 第三执行法》修改了本节（ 美國法典第10编 § 第253節 ）保护非裔美国人免受三K黨的攻擊。 当时添加的法條允许联邦政府使用该法案来維持美国宪法第十四修正案的平等保护条款 。 

## 實際應用
2020年6月1日， 唐纳德·特朗普总统扬言要援引该法案，以应对乔治·弗洛伊德去世后所發生的抗議活動。  截至2020年6月9日，联邦部队尚未部署。